# 糖葫芦

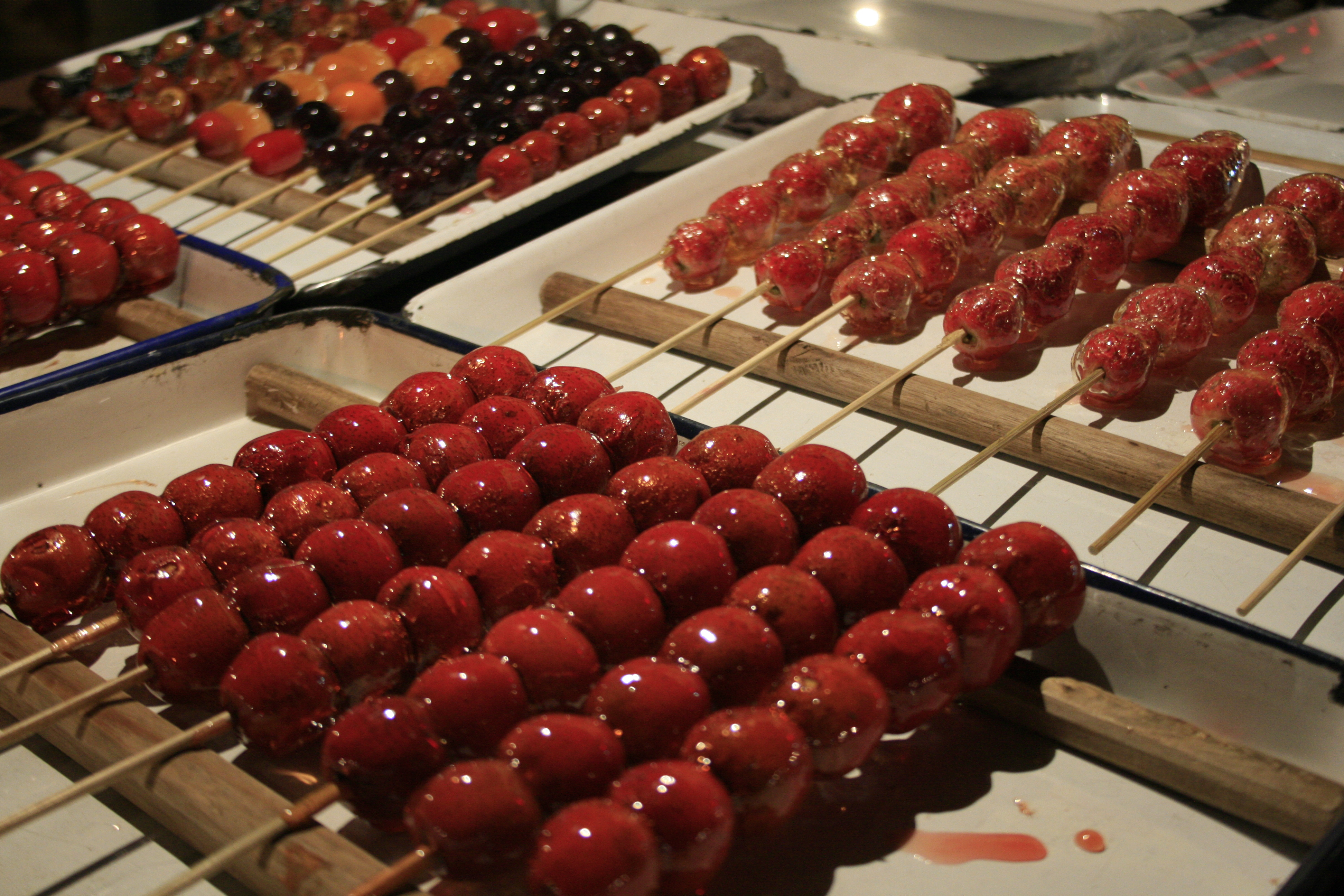
用山楂製成的糖葫蘆

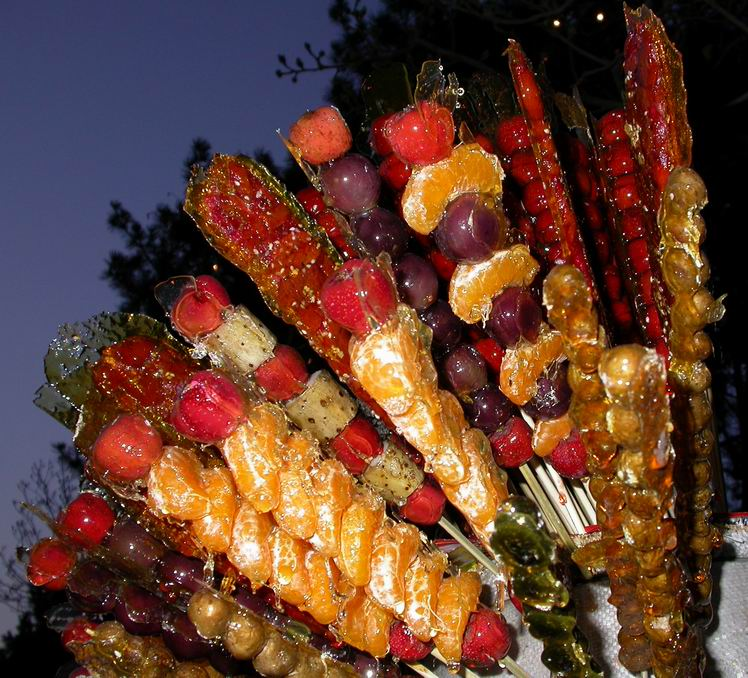
現代糖葫芦的用料已不局限于传统的山楂

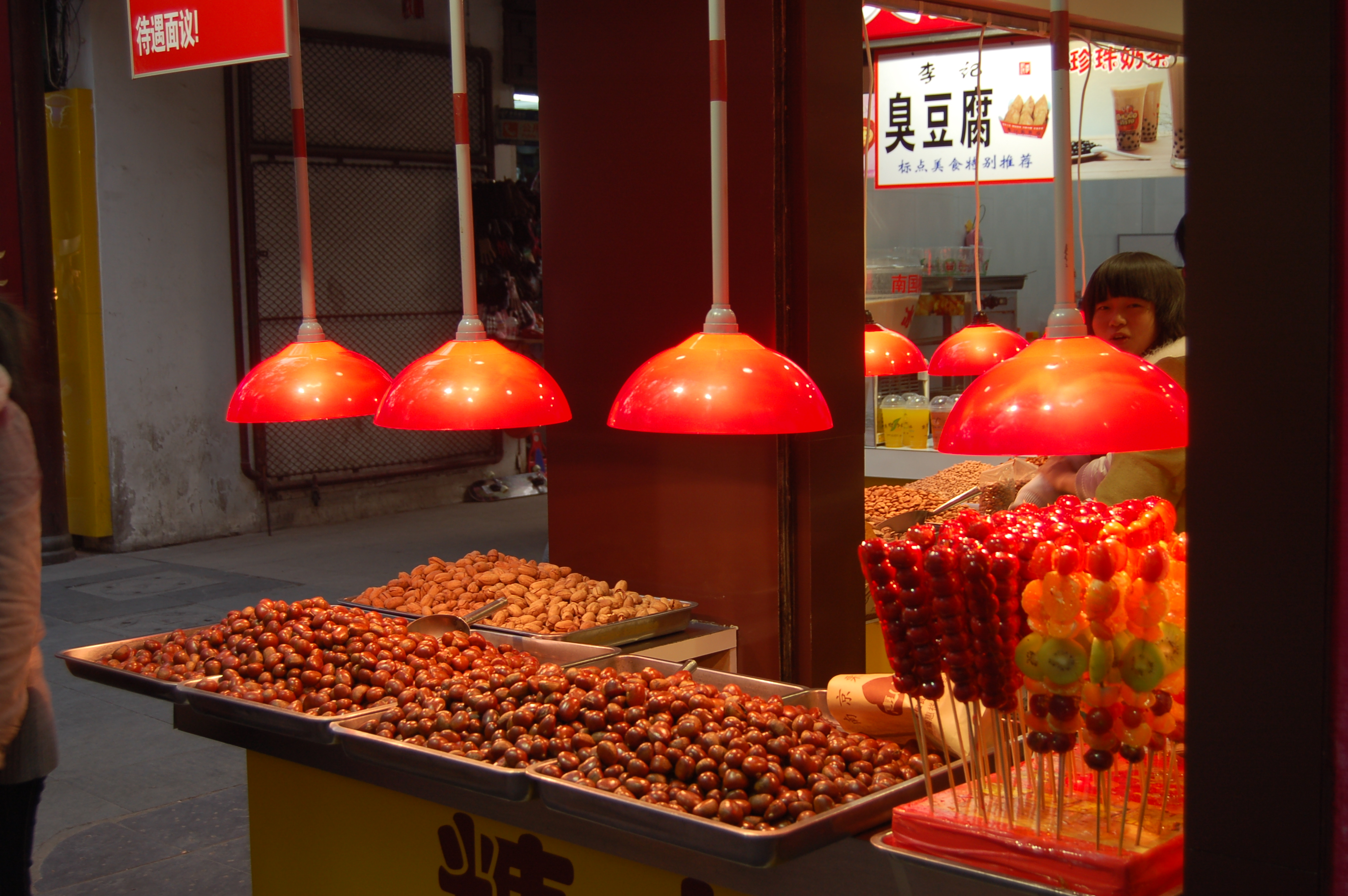
南京自助式糖葫芦

糖葫芦是發祥于中國京津地区的一种传统小吃，北京又稱冰糖葫芦 ，天津稱糖礅；青岛则称糖球，閩南語又稱其為李仔攕、鳥梨仔膏、鳥梨仔糖（“鳥梨仔”指裡面形狀不大，略帶酸味的醃漬梨；“膏”、“糖”則都是指外面那一層紅色糖漿）。

## 簡要
糖葫芦现在已经成为中国大陸各地都非常流行的一种小吃。相声表演艺术家侯宝林先生曾经在他的相声中提到过卖糖葫芦的小贩，在北京四九城和在天津卫叫卖吆喝的口音各有不同。傳統的糖葫芦是在冬天才會在市場上看到的，由於山楂和外面的那層糖被寒冷的氣溫凍住，所以咬起來的感覺，十分地堅硬，像在吃冰一樣，因而得又名“冰糖葫芦”，也体现了其特有的味道。但是近年來，在夏天糖葫芦亦有售，但是由於天氣炎熱，外面的那層糖變得十分地黏，味道和冬天比起來也相差甚遠。

## 原料
传统的糖葫芦用山楂（又称山里红）穿成，后来逐渐出现了用山药、黑枣、橘子等制作的糖葫芦，一些高档的糖葫芦还在掏空了果核的山楂中填进一些馅料。后来糖葫芦的用料有很大的扩展，诸如苹果、菠萝、葡萄、草莓、番茄等水果甚至
海鲜、辣条都成为制作糖葫芦的原料。另外，糖葫芦用糖的是冰糖，所以称为“冰糖葫芦”，也可以使用白糖、紅糖或蔗糖，因綿白糖為白砂糖融解後高溫焦化而成之工業製品，價格和成分並沒有優勢，較少人使用，亦非歷史上能使用之材料。

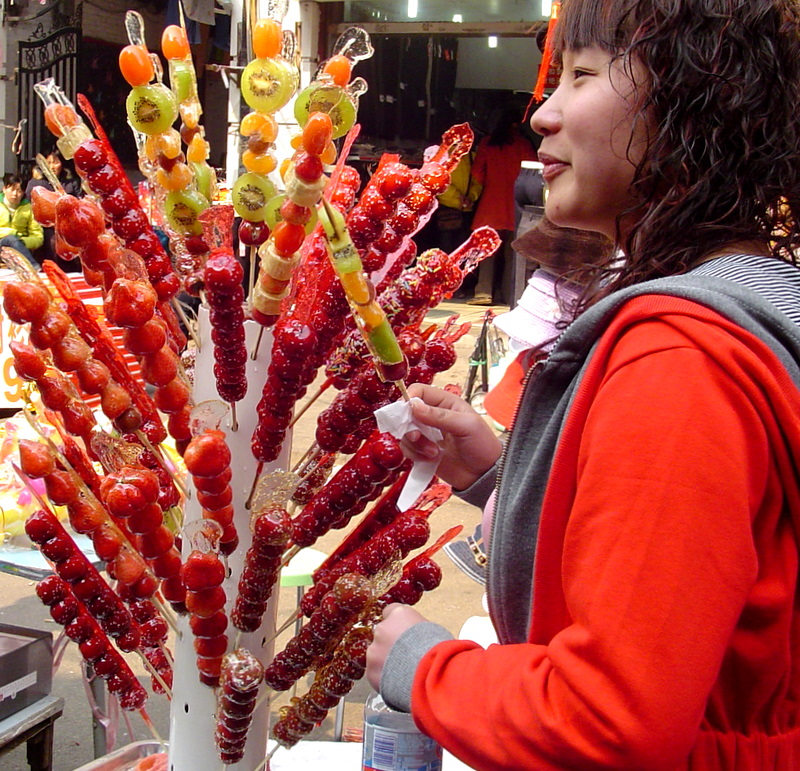
上海2008，各种糖葫芦

## 制作
制作传统的糖葫芦须先将洗净的山楂煮熟，横切半扇果子，挖去中间的果核，過程中雖然講究挖去果核，但不能将果子分成两半。去除果核後，用竹签将山楂穿成串；用铜製的大勺将白糖加水熬化，熬糖必须使用红铜或者黄铜的锅，如果用铁锅会使熬出来的糖颜色发生变化，影响最后冰糖葫芦的视觉效果，熬糖是制作冰糖葫芦的关键步骤，火太大了糖会脱水碳化，影响成品的口感和外观；而火太小加入到糖中的水不能有效挥发，蘸出来的糖葫芦粘牙，口感不好。待糖熬好后，用穿好的果串在糖中沾一沾，然后在预先涂好猪油的大理石板上拉出糖风，静置冷却后从石板上取下即成。除了普通的制作方式以外，还有拉丝糖葫芦，或者叫拔丝糖葫芦，之类的特殊做法。

## 典故
民间有很多关于糖葫芦的傳說典故，現代認為糖葫芦源於遼朝時期。
糖葫芦的起源
有民间传说提到糖葫芦起源于宋朝，南宋光宗皇帝给他的宠妃治病张贴皇榜向民间征集验方，一个江湖郎中揭榜进宫，开出了冰糖水煮山裡红(山楂)的方子，后来验方流传民间形成了现在的糖葫芦。
也有民间传说称冰糖葫芦起源于隋朝，当时的朝廷以一人一枝穿有山裡红的糖葫芦奖励功臣，这种方法后来流传民间形成糖葫芦。
有確實的史料記載最早為清代的《燕京岁时记》：「冰糖葫芦，乃用竹签，贯以山裡红、海棠果、葡萄、麻山药、核桃仁、豆沙等，蘸以冰糖，甜脆而凉。」

## 其他
名牌糖葫芦
过去卖糖葫芦的多是走街串巷的小贩，北京只有两家坐商出售糖葫芦，一家是东安市场（就是现在王府井的新东安市场）裡的一个商户，一家是琉璃厂的信远斋。每年过了农历十月，两家的糖葫芦就开始上市，其中尤以信远斋的糖葫芦最有特色，只用一根两寸长短的竹签穿一个大个山裡红，称为“独果糖葫芦”。
厂甸大糖葫芦
在北京厂甸庙会上，还有一种大糖葫芦，这种糖葫芦用荆条穿成，长度短则三五尺长者甚至可达一丈，葫芦表面刷上饴糖水，整个葫芦的端部粘上或红或绿的小纸旗子，来逛庙会的人常买一个大糖葫芦，举在手中招摇过市，颇为热闹。除了大糖葫芦厂甸庙会还有大挂山裡紅，就是把百余颗山裡红用棉线穿成一圈，购买的人常常把大挂山裡红像挂朝珠一样挂在胸前，随走随拽下一颗塞到嘴里。
林语堂笔下的糖葫芦
著名作家林语堂曾经在他的作品中提到过糖葫芦：“不管白天还是晚上都会听到小贩们叫卖甘美圆润的冻柿子的吆喝声，还有孩子们喜欢吃的冰糖葫芦，裹着糖的小果，五六个串成一串，染上红色招來顾客……”